# Lachapelle (Meurthe-et-Moselle)
Lachapelle település Franciaországban, Meurthe-et-Moselle megyében. Lakosainak száma 260 fő (2022. január 1.). Lachapelle Sainte-Barbe, Baccarat, Bertrichamps, Deneuvre és Thiaville-sur-Meurthe községekkel határos.

## Népesség
A település népességének változása:
| Lakosok száma | 133  | 143  | 237  | 234  | 264  | 271  | 266  | 263  | 268  | 260  |
|               | 1968 | 1982 | 1999 | 2006 | 2011 | 2015 | 2017 | 2018 | 2020 | 2022 |